# Mulhouse
Mulhouse (Mulhouse em francês, Mülhausen em alemão, pronúncia em alsaciano Milhüsa) é a maior comuna do departamento (département) francês do Haut-Rhin e a segunda da região Grande Leste, depois de Estrasburgo. É atravessada por dois rios, o Doller e o Ill, afluentes do rio Reno. Mulhouse situa-se a aproximadamente 30 km ao norte de Basileia, na Suíça, a 15 km da fronteira franco-alemã e a 120 km ao sul de Estrasburgo.

## História

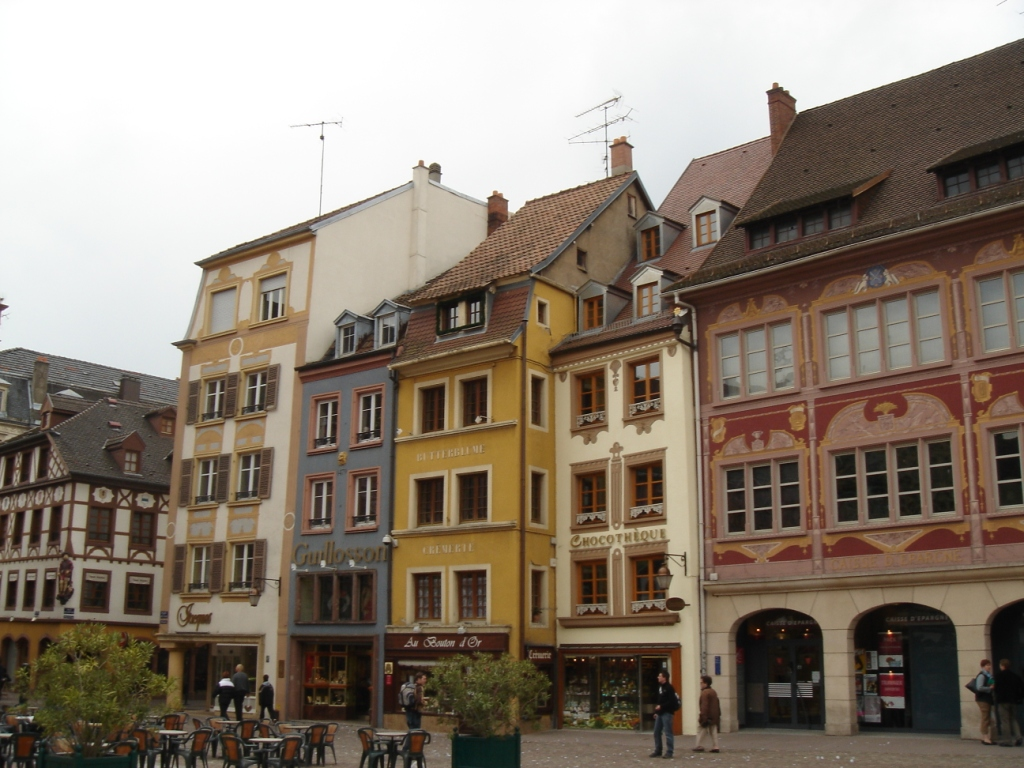
Fachadas da prace da Reunião

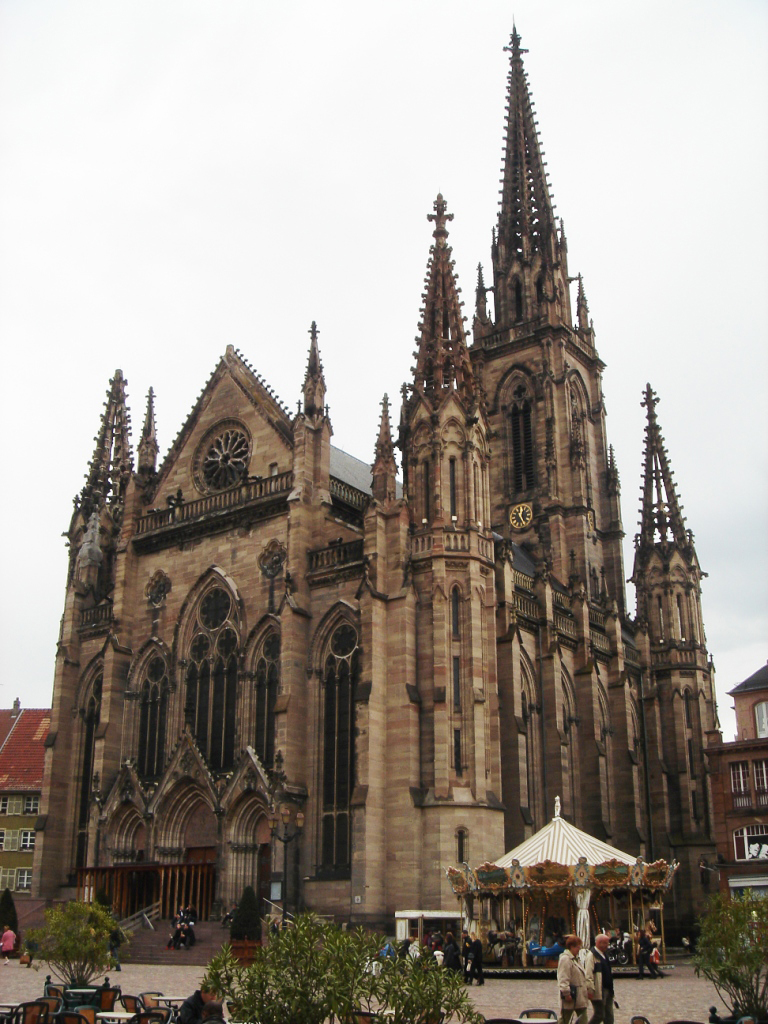
Templo Saint-Etienne

O nome da cidade tem origem no alemão Mühlhausen (moinhos), pois as primeiras instalações sedentárias foram moinhos construídos à beira dos dois rios que banham a cidade. O símbolo da cidade é, naturalmente, uma roda de moinho.
Os primeiros traços escritos datam do século XII. Ela foi membro da Decápole, associação de cidades livres de Grande Leste, aliadas à Confederação Suíça. Mulhouse foi uma república germânica independente até sua reunião à França, em 4 de janeiro de 1798.
Por causa dessa união tardia com a França, e também porque a cidade não tinha grande importância na época, seu papel administrativo permaneceu limitado. Assim, Colmar, hoje com muito menos habitantes, ainda é a capital do departamento.
O desenvolvimento de Mulhouse foi estimulado pela expansão da indústria têxtil, depois pelas indústrias químicas e indústrias mecânicas a partir do meio do século XVIII. Mulhouse mantém nessa época relações privilegiadas com a Luisiana, de onde importa o algodão, assim como com o Oriente. Isso explica por que seu centro histórico é pequeno se comparado ao resto da cidade.
Mulhouse é constituída principalmente da cidade baixa e da cidade alta.
- A cidade baixa era, antigamente, o bairro dos mercadores e artesãos. Desenvolveu-se ao redor da Praça da Reunião, assim chamada em comemoração da união da cidade à França. Hoje em dia é um espaço de uso exclusivo de pedestres.
- A cidade alta desenvolveu-se a partir do século XVIII. Diversas ordens monásticas ali se estabeleceram, principalmente os Franciscanos, os Augustinos, os Clarisses e os Cavaleiros de Malta.
- O Bairro Novo é o primeiro exemplo de urbanismo planeado em Mulhouse, a partir de 1826, após a destruição dos muros da cidade (como em diversas cidades francesas). Ele se concentra em torno da praça da República.
- O bairro do Rebberg compreende as mansões inspiradas pelas residências a pórticos e colunas dos plantadores de algodão da Luisiana. No início, esse espaço era ocupado pelos vinhedos da cidade (reb: vinha ; berg: colina). Ali se encontram casas de inspiração inglesa: os cottages, em referência à aproximação com Manchester, principalmente quando das viagens dos filhos de famílias de industriais à Inglaterra para estudos.

O prédio da prefeitura (hôtel de ville) (1553) tem estilo renascentista renano. Vendo-o, Montaigne qualifica-o de « palais magnifique et tout doré » (palácio magnífico e todo dourado) em 1580. Suas pinturas e alegorias representando os vícios e as virtudes contribuem para sua reputação. As pinturas da sala do Conselho representam os brasões dos cantões suíços com os quais a cidade era aliada.

## Economia

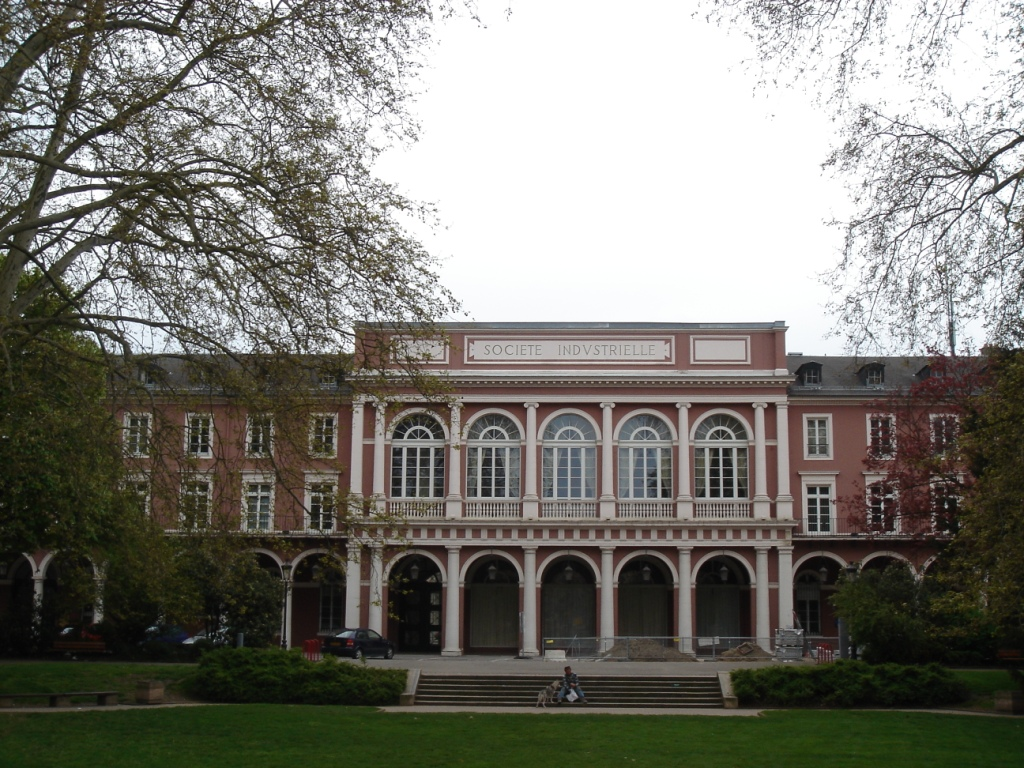
Sociedade industrial

O desenvolvimento industrial, motor do desenvolvimento da cidade, foi primeiramente resultado da indústria têxtil, depois das atividades industriais mecânicas e químicas. Alguns elementos desses setores sobreviveram até hoje, mas a crise que atacou a indústria têxtil após a Segunda Guerra Mundial prejudicou duramente Mulhouse. Uma grande reorientação ocorreu com a implantação de um centro de produção automobilística em 1962 (Peugeot). A notar, também, a proximidade das minas de potássio da Grande Leste, ao norte da cidade, grande fonte de emprego durante todo o século XX.
- Automóvel - Usina de Peugeot-Mulhouse, primeiro empregador da Grande Leste com 12580 empregados.
- Química
- Eletrônica
- Mecânica
- Têxtil

## Personalidades
- Ver Categoria:Naturais de Mulhouse

## Monumentos e atrações turísticas
- Hôtel de ville do século XV.

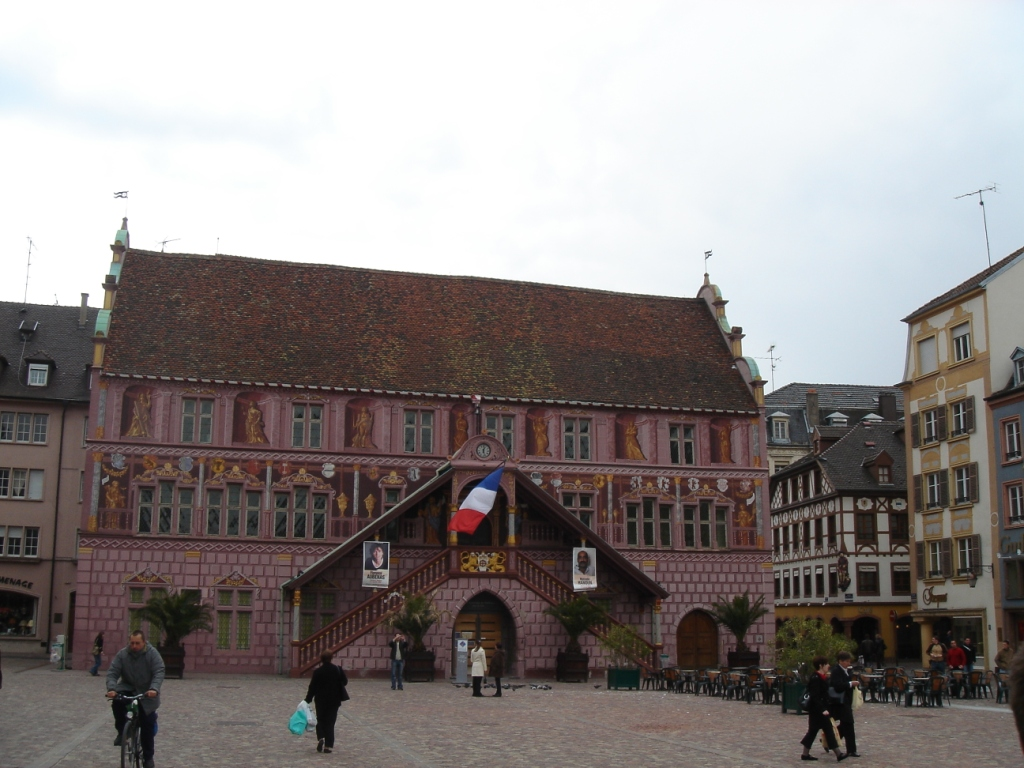
A prefeitura de Mulhouse

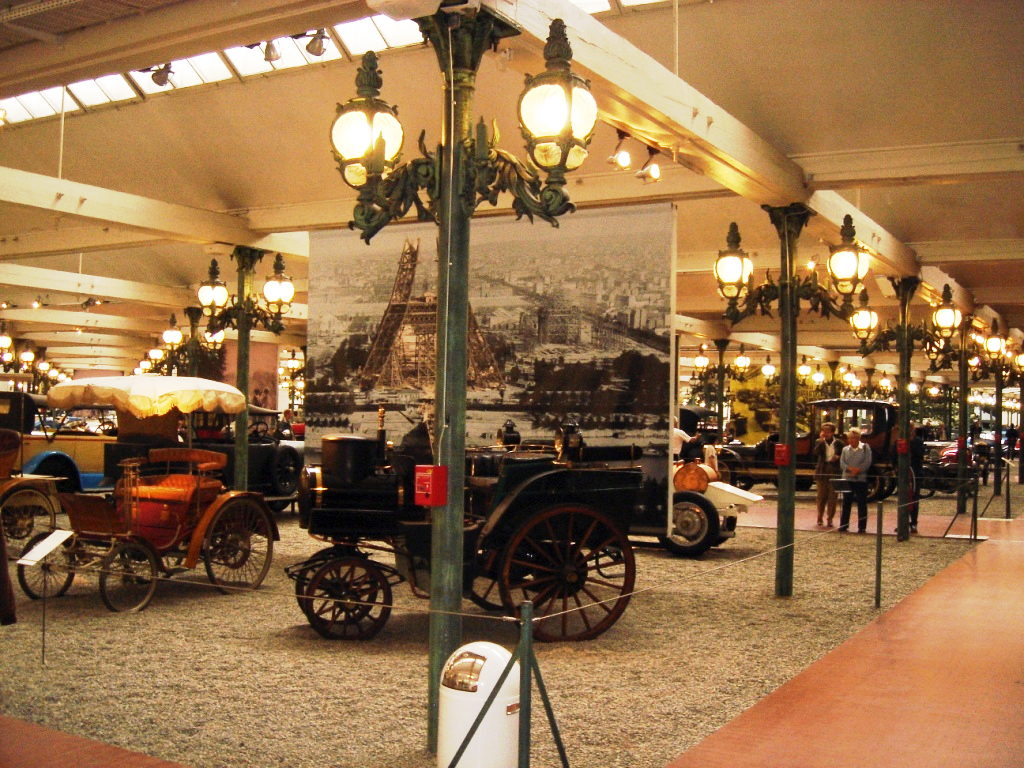
O museu nacional do automóvel

- Praça da Bolsa e prédio da Sociedade Industrial de Mulhouse do século XIX.
- Museu do Automóvel (coleção Schlumpf).
- Museu das Estradas de Ferro.
- Museu da Eletricidade (Electropolis).
- Museu de Impressão em Tecidos.
- Jardim Zoológico e botânico.
- EcoMuseu alsaciano (Museu de casas antigas da Grande Leste, para lá transportadas e restauradas).
- Torre do Belvédère. Panorama 360°.

No centro da cidade encontra-se a Torre da Europa,  com uma altura de 106 metros, terminada em 1972 pelo arquiteto François Spoerry. Este prédio de 180 apartamentos tem em seu terraço um restaurante panorâmico que tem a particularidade de girar 360°, permitindo a observação de todo o panorama (Jura, Floresta Negra, Alpes suíços) durante a refeição. Avistada de longe, ela se tornou desde a sua construção o símbolo da cidade de Mulhouse.
Herança de suas relações com os cantões suíços, a utilização de frescos para embelezar as casas da cidade é frequente. O mais belo exemplo é a prefeitura, sem esquecer os diversos prédios do centro da cidade antiga.

## Cidades geminadas
- Walsall (Reino Unido), em 1953
- Antuérpia (Bélgica), em 1956
- Kassel (Alemanha), em 1965
- Bérgamo (Itália), em 1989
- Chemnitz (Alemanha), em 1990
- Givatayim (Israel), em 1991
- Timisoara (Romênia), em 1991 (Cooperação descentralizada)
- El Khroub (Argélia), em 1999 (Cooperação descentralizada)
- Sofara (Mali), em 2003 (Cooperação descentralizada)